# Invasão do Líbano por Israel em 2024
A invasão do Líbano por Israel começou em 1 de outubro de 2024, quando Israel invadiu o Líbano como parte de uma escalada no conflito em curso entre Israel e Hezbollah.
A operação seguiu-se a uma série de grandes reveses do Hezbollah em setembro que degradaram as suas capacidades e devastaram a sua liderança, incluindo as explosões dos seus dispositivos de comunicação. Os ataques aéreos israelitas também tiveram como alvo a infraestrutura do Hezbollah no sul do Líbano, embora autoridades libanesas afirmam que os ataques israelenses causaram a morte de cerca de 2000 civis (incluindo mais de uma centena de crianças), além de mais de 6000 feridos.  Entre os inúmeros mortos, está Hassan Nasrallah (clérigo e político libanês que atuava como secretário-geral do Hezbollah), cujo óbito foi confirmado em 27 de setembro.
Os militares israelenses (FDI) declararam que partes da fronteira norte de Israel são zonas militares fechadas. No mesmo dia, as Forças Armadas do Líbano retiraram-se da Linha Azul. De acordo com Israel, a operação visava erradicar as forças e infraestruturas do Hezbollah que representam uma ameaça para as comunidades civis no norte do país Israel. O porta-voz das FDI, Daniel Hagari, afirmou que o grupo apoiado pelo Irã estava se preparando para um ataque semelhante ao ataque liderado pelo Hamas em 2023 contra Israel." O Hezbollah inicialmente negou que os militares israelenses tivessem entrado no Líbano, mas depois afirmou que fazer os israelenses invadir seu território foi "uma estratégia" para forçar Israel a lutar em duas frentes. Israel disse que seus ataques pretendiam eliminar as forças militares e a infraestrutura do Hezbollah que poderiam representar uma ameaça às comunidades civis no norte de Israel.
Em 27 de novembro de 2024, Israel e o Hezbollah iniciaram um cessar-fogo.

## Invasão
Em 1 de outubro, as tropas israelenses cruzaram a fronteira com o Líbano em uma série de ataques de pequena escala destinados a preceder uma invasão terrestre mais ampla. Testemunhas disseram ter ouvido sons de tanques no sul do Líbano. Também houve relatos de artilharia pesada atingindo as cidades fronteiriças do sul do Líbano. Em 1 de Outubro, as FDI confirmaram a existência da sua operação terrestre numa declaração no Telegram, especificando que pretendiam atacar a infraestrutura do Hezbollah. Pouco depois da divulgação desta declaração, o porta-voz das FDI, Daniel Hagari, também confirmou a operação. Antes da divulgação destas declarações, as FDI não haviam feito nenhum anúncio sobre a operação. As FDI emitiram um alerta urgente para os residentes de 25 aldeias no sul do Líbano evacuarem para o norte do rio Awali.
O porta-voz das FDI, Avichay Adraee, disse que intensos combates estão ocorrendo no sul do Líbano com o Hezbollah. Ele alertou os moradores para não circularem em veículos do norte do rio Litani para o sul do rio. As FDI também disseram que projéteis foram lançados contra Avivim e Metula. No entanto, o porta-voz das FDI, Daniel Hagari, disse que eles ainda não estavam lutando cara a cara com o Hezbollah. Outro oficial militar israelense disse que ainda não havia entrado em confronto com o Hezbollah no terreno e que as tropas das FDI tinham operado até agora em aldeias a apenas centenas de metros do outro lado da fronteira. O Hezbollah negou que as tropas israelitas tivessem entrado no Líbano.
As IDF alegaram que, em coordenação com a Divisão de Inteligência, as forças das IDF lideradas pelo Comando do Norte e pelas forças especiais capturaram a infraestrutura do Hezbollah nas cidades de Kafr Kila, Ayta ash Shab, Meiss Ej Jabal, entre outros locais, e destruíram as instalações depois de terem sido abandonadas após a retirada do Hezbollah. O Hezbollah também afirmou que tinha como alvo soldados das FDI em cidades opostas a Odaisseh e Kafr Kila.
A Força Aérea Israelense atingiu 100 alvos do Hezbollah no Líbano enquanto soldados do Comando do Norte destruíram vários locais militares e armas. Um ataque israelense a uma casa em Al-Dawoudiya matou pelo menos dez pessoas e feriu outras cinco.